# ژیلونا گورا
ژلونا گورا (به لهستانی: Zielona Góra، به آلمانی:Grünberg in Schlesien) یکی از شهرهای غربی لهستان در استان لوبوش است. جمعیت این شهر بر پایه آمار سال ۲۰۰۹، برابر با ۱۱۷٬۵۵۷ نفر و با احتساب حومه ۲۹۴٬۰۰۰ نفر بوده‌است.

## نگارخانه

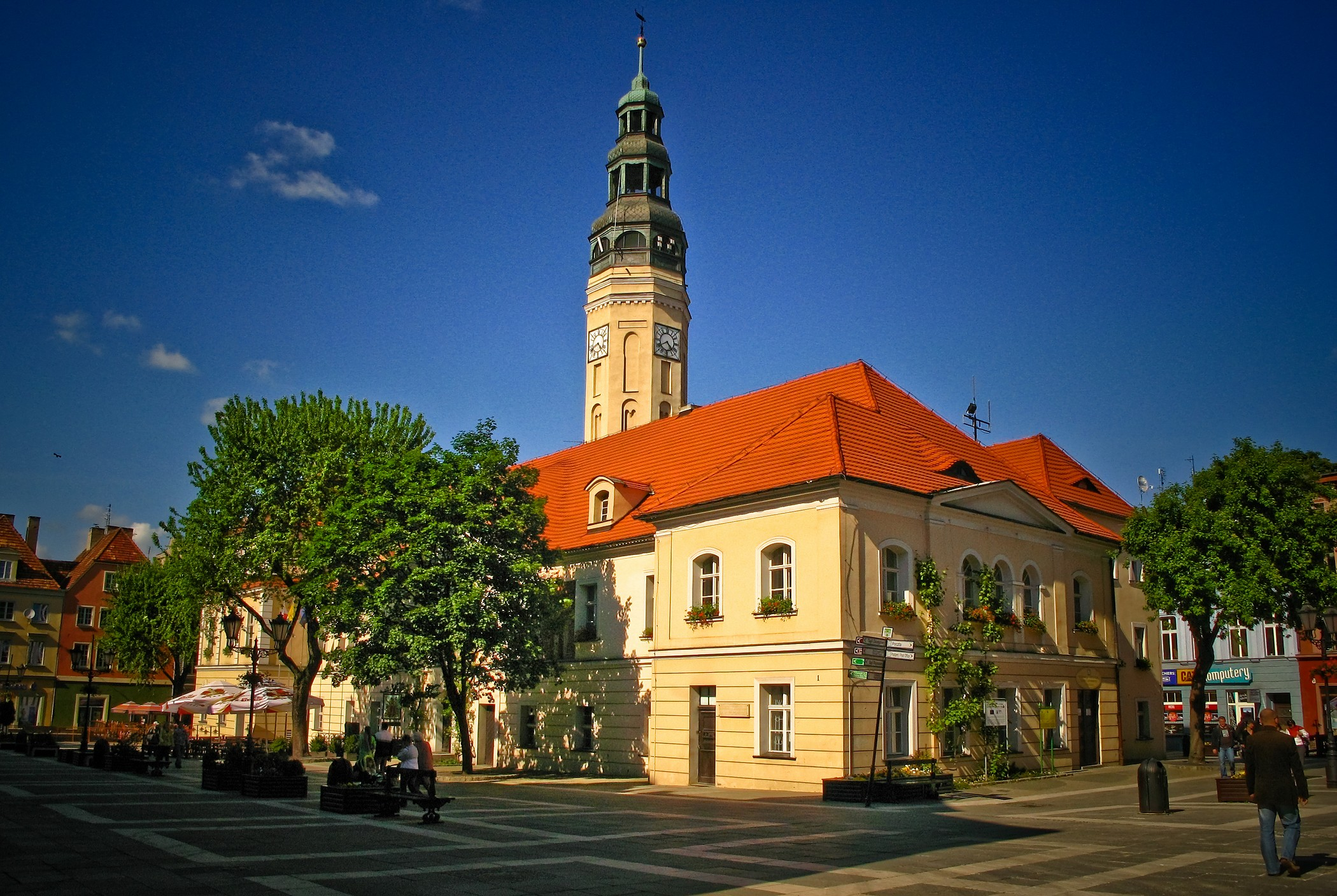
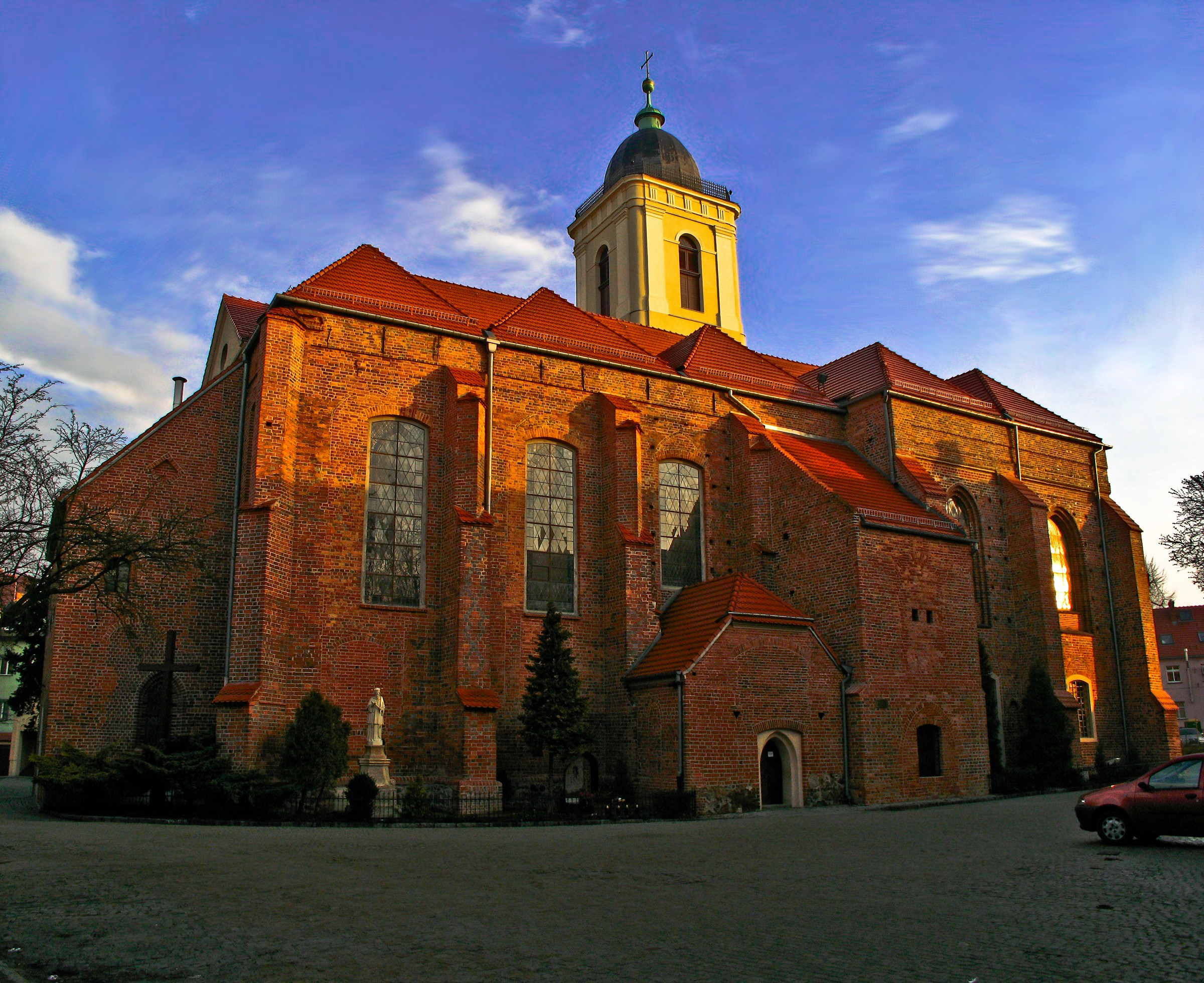
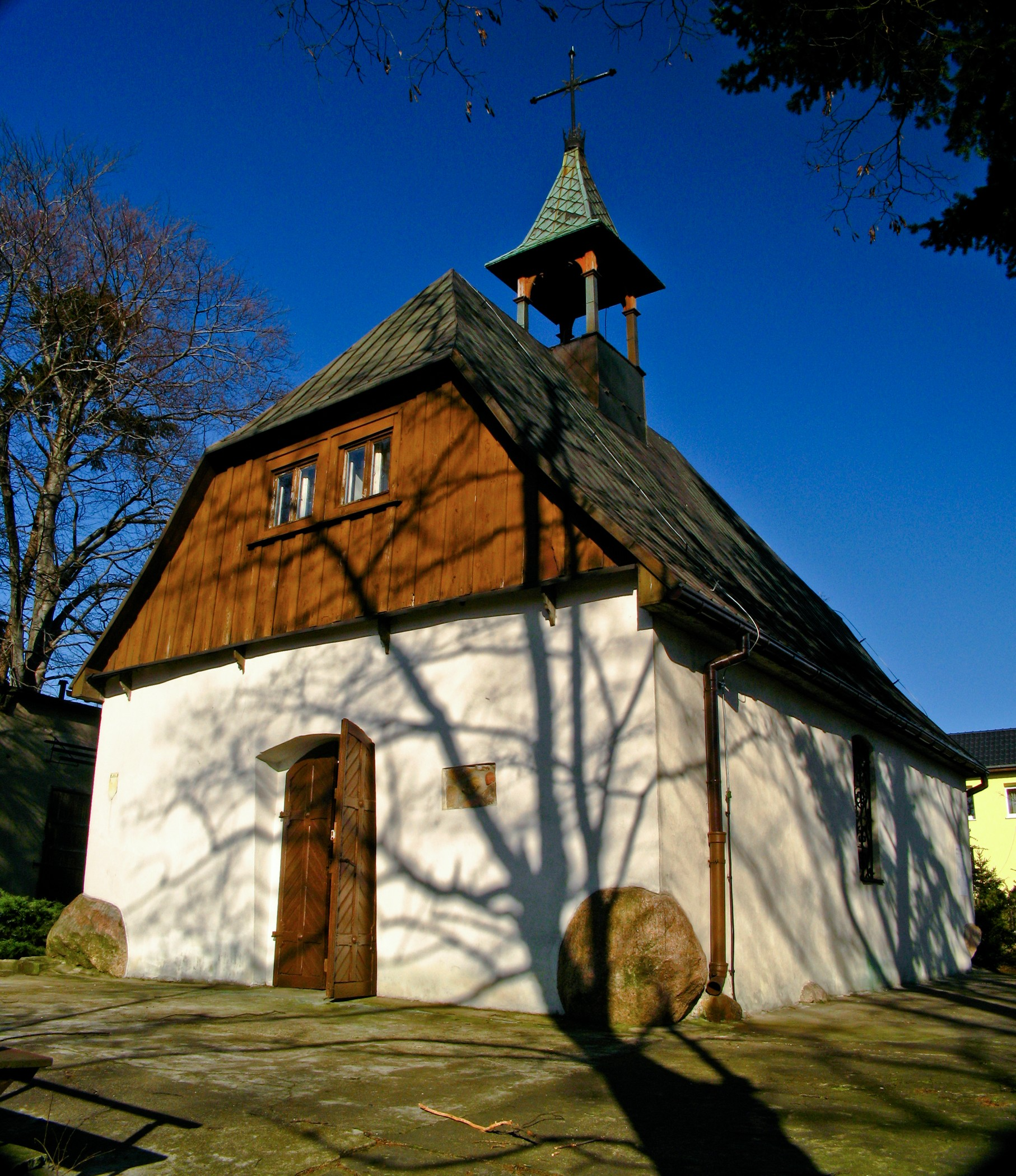
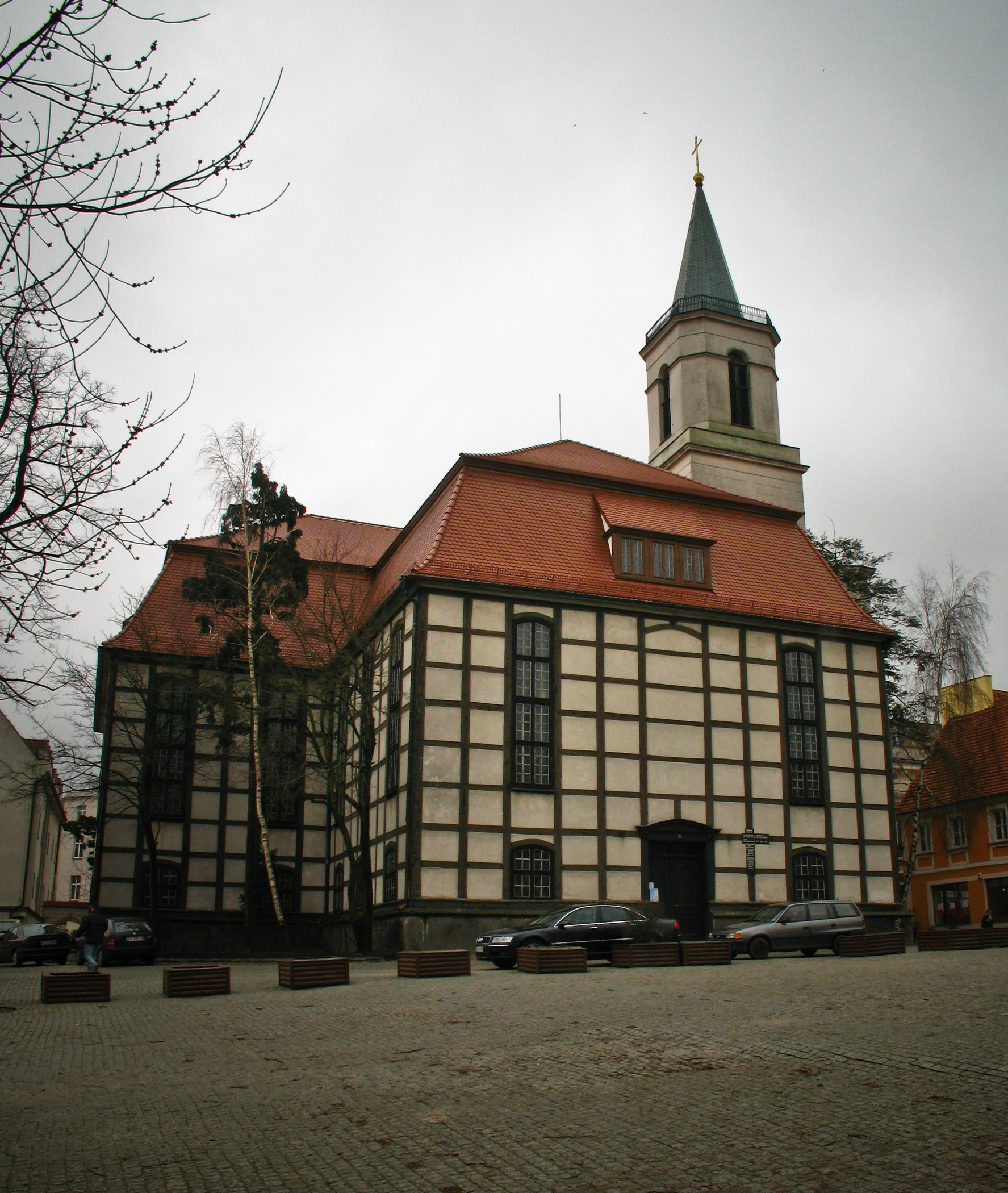
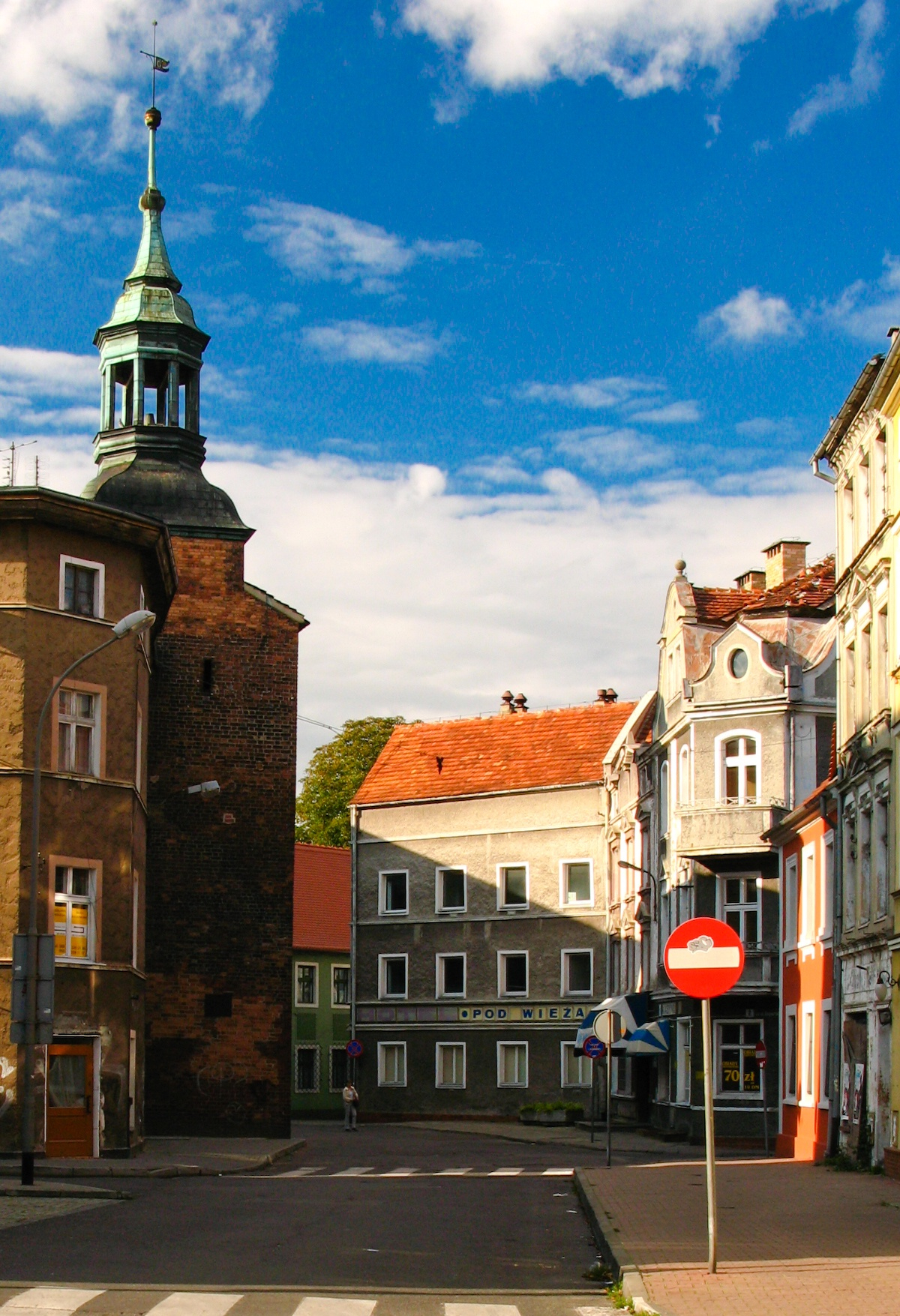
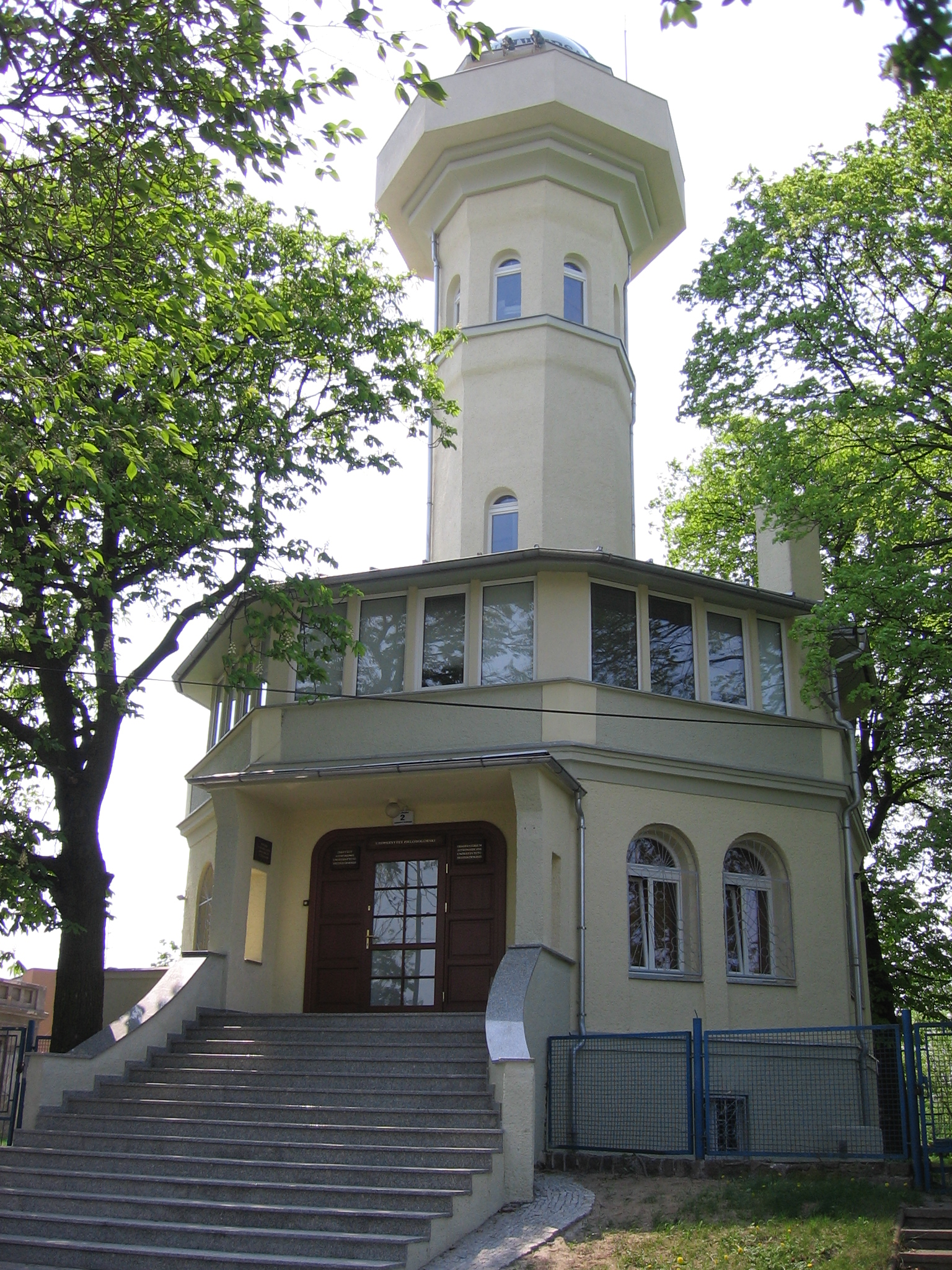
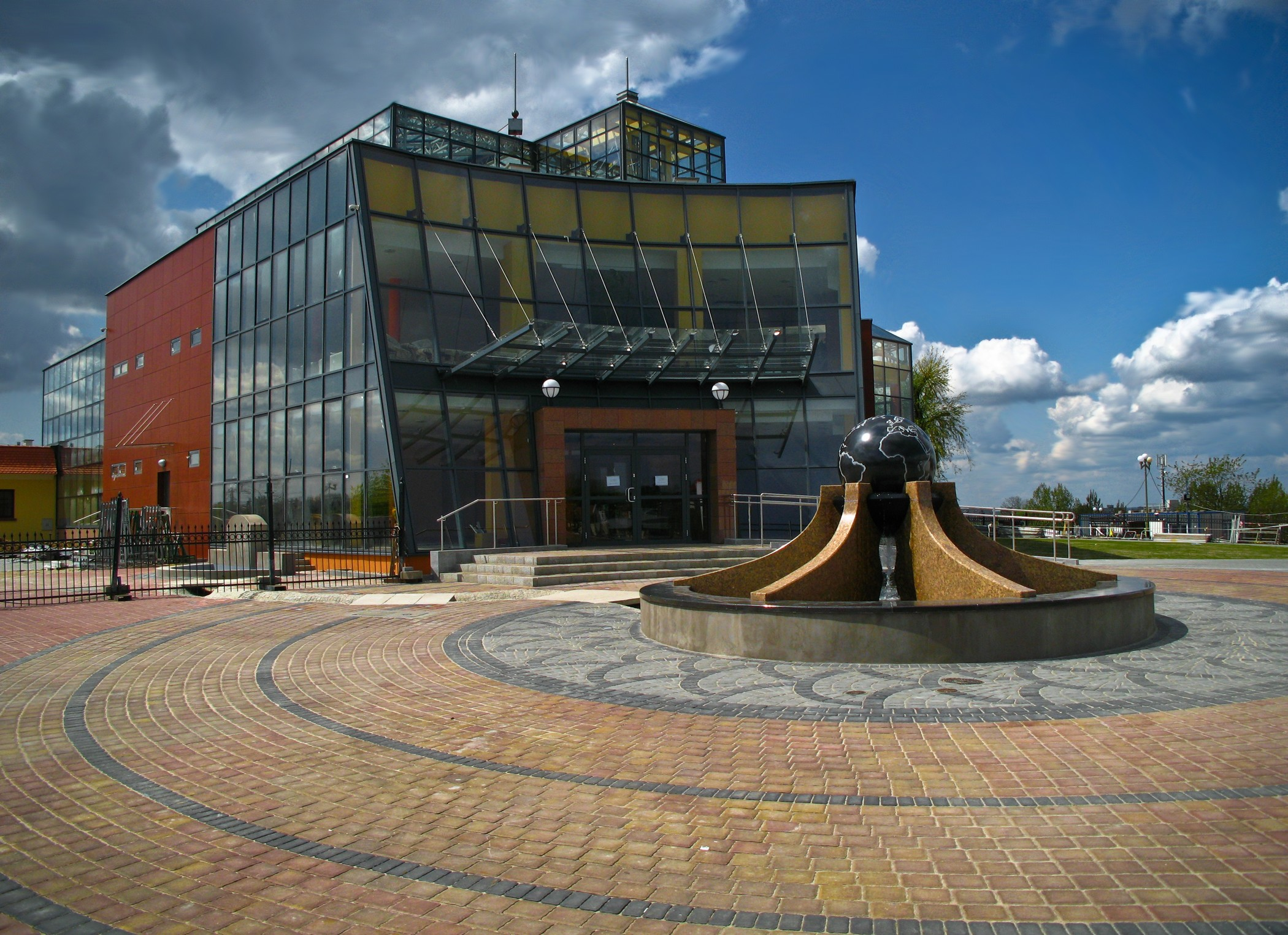
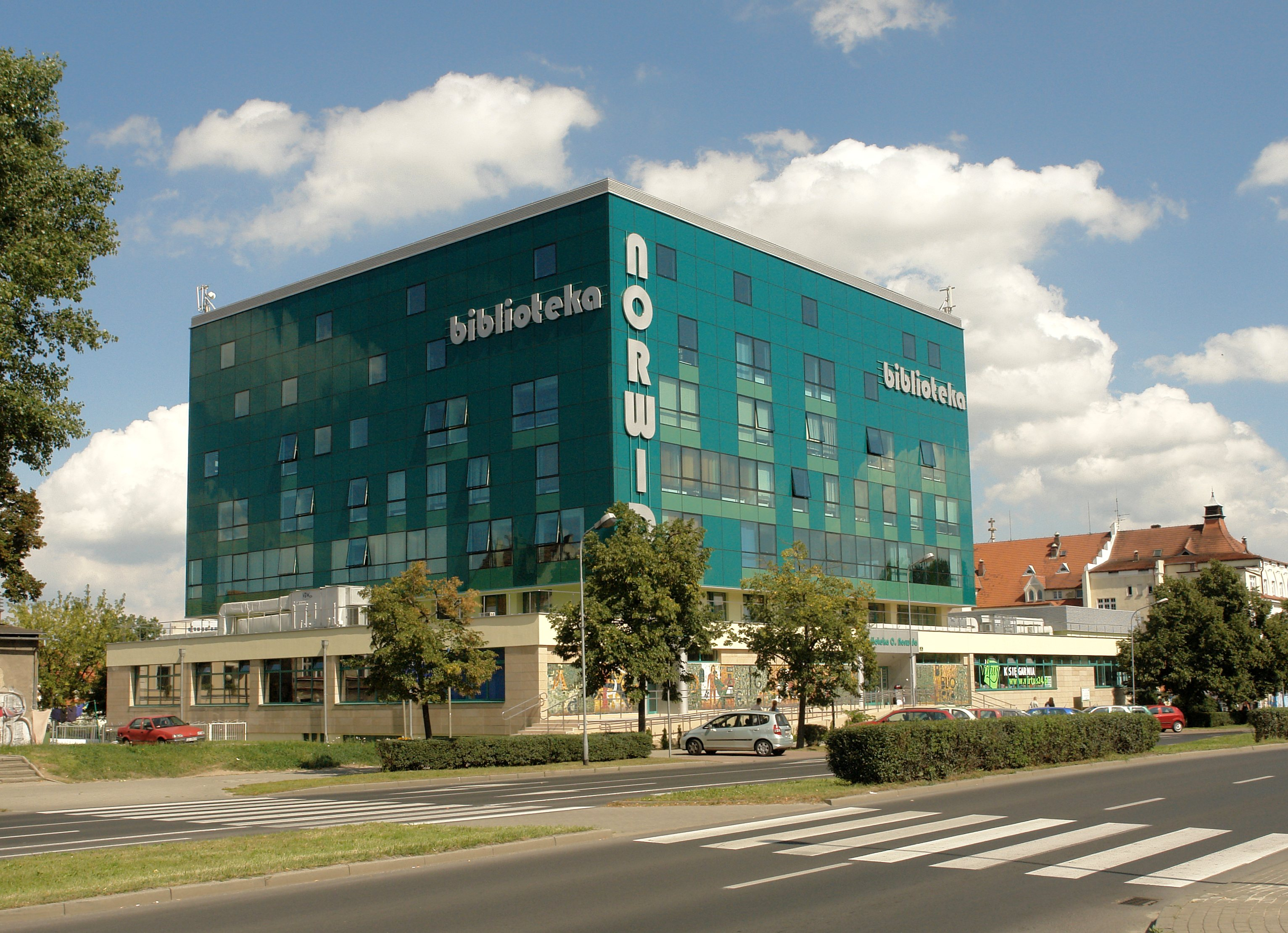
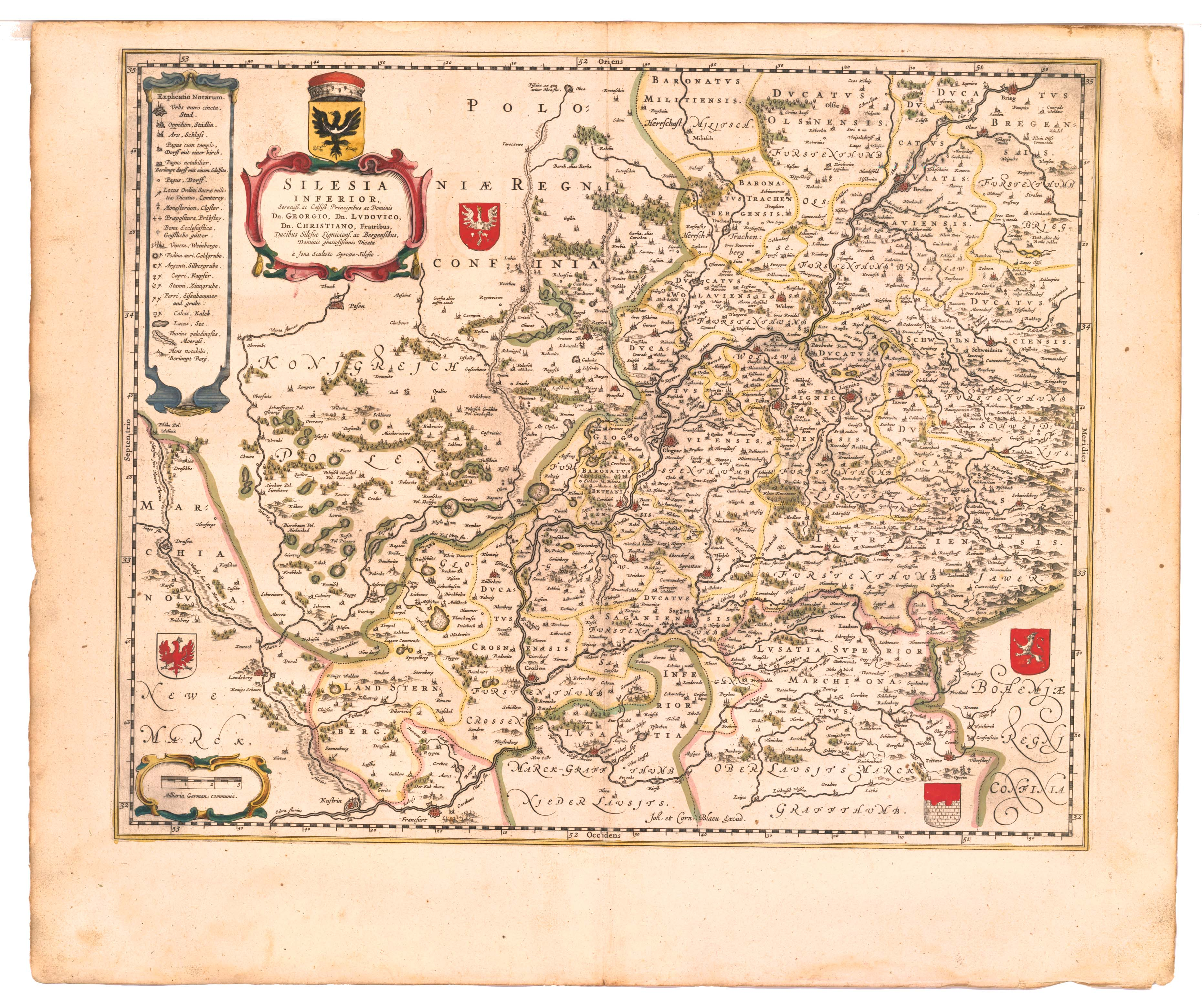
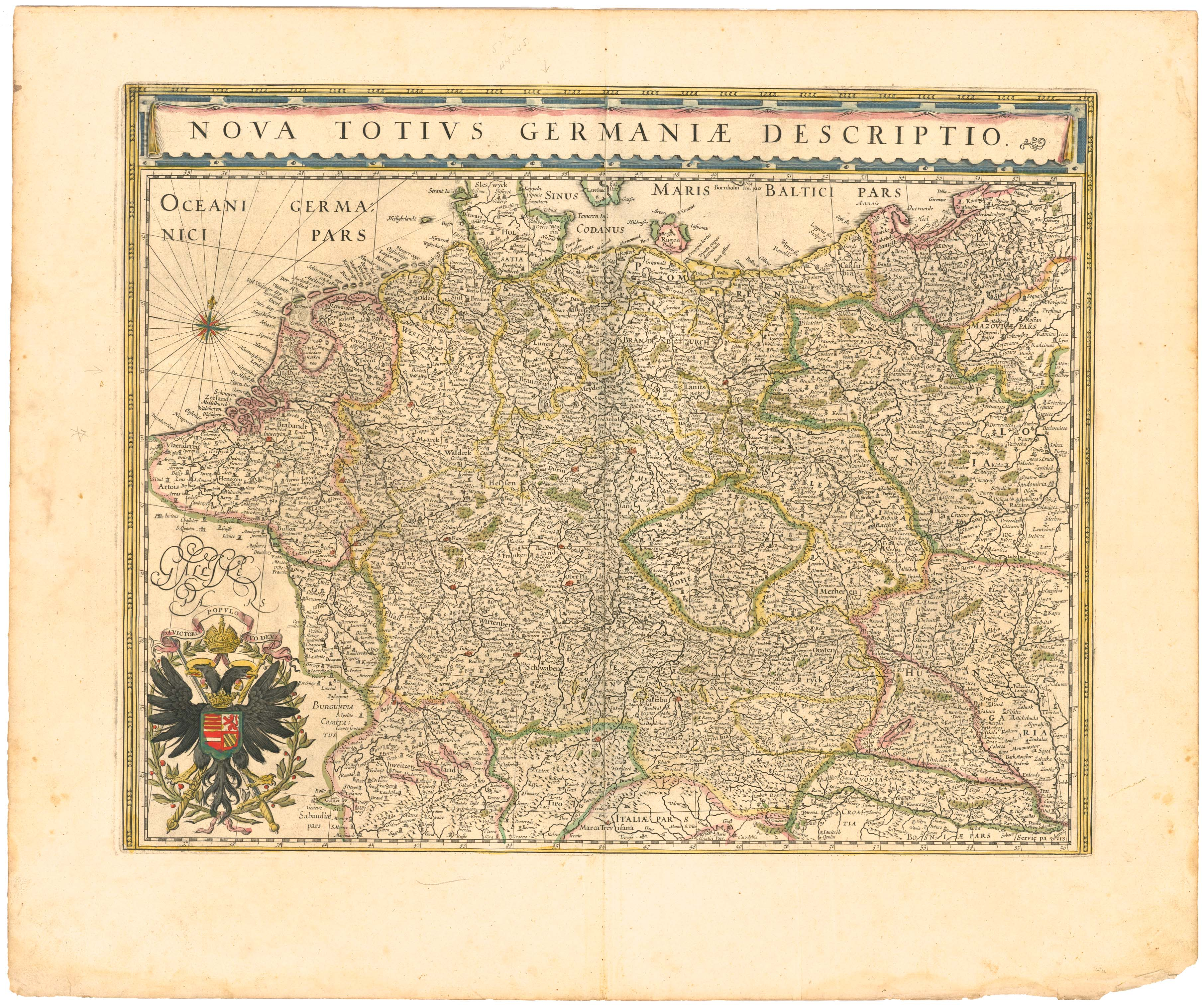
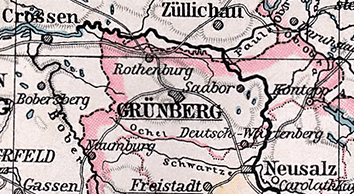